# 시벨리우스 (소프트웨어)
시벨리우스(영어: Sibelius)는 시벨리우스 소프트웨어 (現 아비드 테크놀로지)가 개발한 악보 작성 프로그램이다.

## 개요
시벨리우스는 벤 핀과 조나단 핀에 의해 개발되었고, 1993년에 출시되었다. 하지만, 불과 한 장의 플로피 디스크이며, 메모리 사용량은 1MB밖에 되지않았다. 1998년 이후 Windows 및 Mac OS에서 사용할 수 있게되어, 현재도 개발이 계속되고있다. 시동음은 장 시벨리우스의 교향곡의 구절이 인용되어있었지만, 요즘은 다른 음악이 흘러나온다.
가격은 Sibelius/First는 0₩, Sibelius는 약 130000₩, Sibelius/Ultimate는 720000₩에 판매되고 있다. Ultimate는 중고대학생, 선생님은 할인받을 수 있다. 또 Sibelius와 Sibelius Ultimate는 월별 돈을 내거나, 일년 약정으로 살 수도 있다. 제일 큰 차이 나는 부분은, First는 악기 4개까지 사보, Sibelius는 16개까지 사보, Ultimate는 무제한 사보다. 또 First는 Avid scorch라는 앱에서만, 볼 수 있는 포맷만 지원하고, Sibelius는 PDF, Ultimate는 JPG, PNG, SVG 등의 거의 모든 포맷을 지원한다.
언어는 영어, 독일어, 불어, 스페인어, 이탈리아어, 포르투갈어, 러시아어, 중국어, 일본어를 지원하며, 한국어는 지원하지 않는다. 같은 그룹 Pro Tools는 한국어를 지원하지만, Sibelius는 지원을 하지 않아서 9개국어 중 아는 언어가 하나라도 있어야한다.